# Nyikolajevszki incidens
A nyikolajevszki incidens (尼港事件, ’Nikó dzsiken’; oroszul: Николаевский инцидент ) 1920. február-márciusban, a szibériai intervenció során történt tömegmészárlás volt az orosz Távol-Keleten, az Amur mentén fekvő Nyikolajevszk-na-Amure városban. 1920. március és június között a város japán lakosságát és helyőrségét, illetve az itt állomásozó fehérorosz katonákat és a polgári lakosság nagy részét kivégezték a várost megszálló, a Vörös Hadsereg irányítása alatt álló bolsevik, anarchista, kínai és koreai partizánok, parancsnokuk Jakov Trjapicin volt. A mészárlás politikai okot adott a Japán Birodalomnak, hogy 1920. április 4-én támadást indítson a távol-keleti térségben található szovjetek és a Vörös Hadsereg egységei ellen, illetve bevonuljon Szahalin északi részére, amit csak 1925-ben ürítettek ki.

## Előzmények

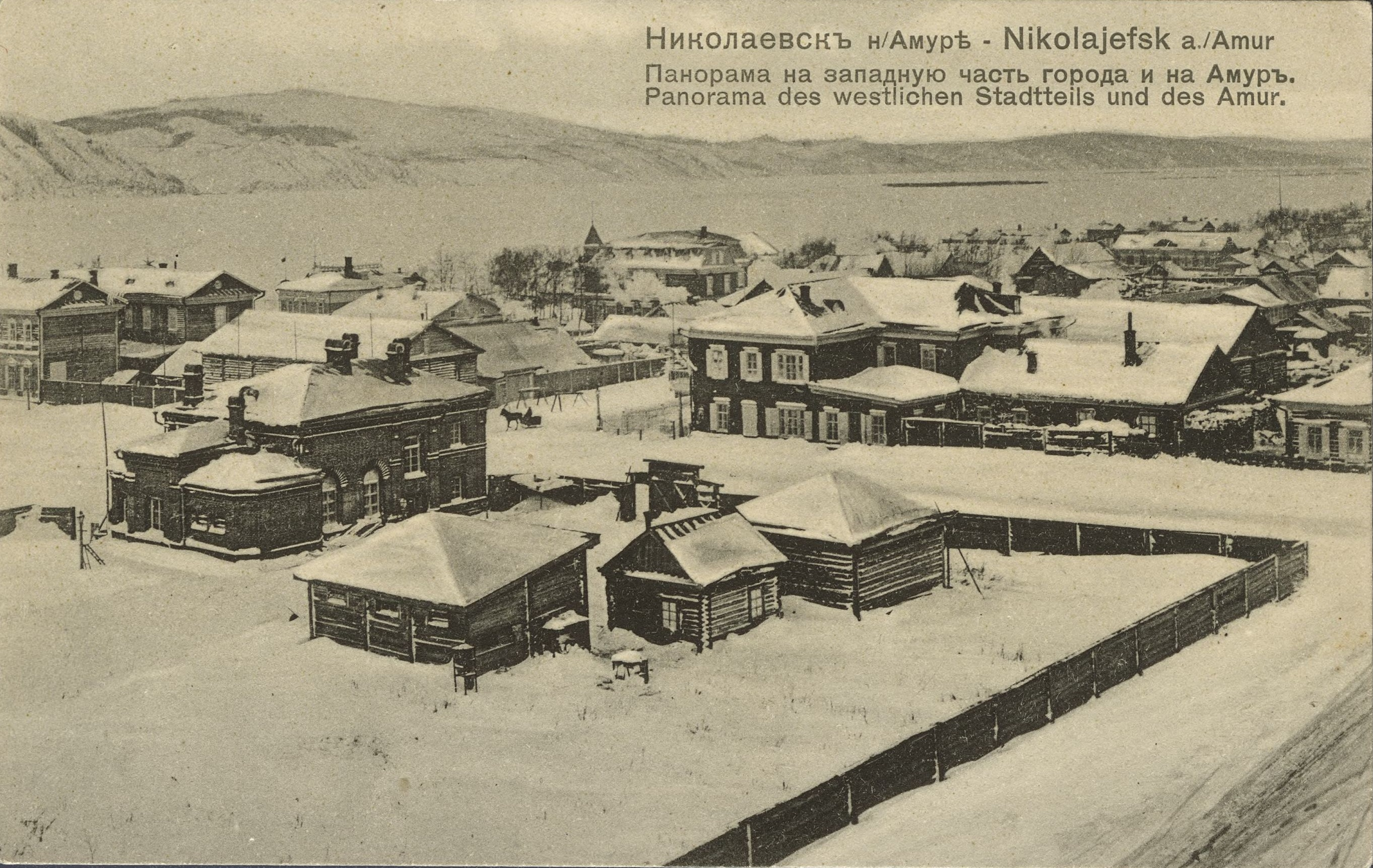
Nyikolajevszk-na-Amure 1900 körül

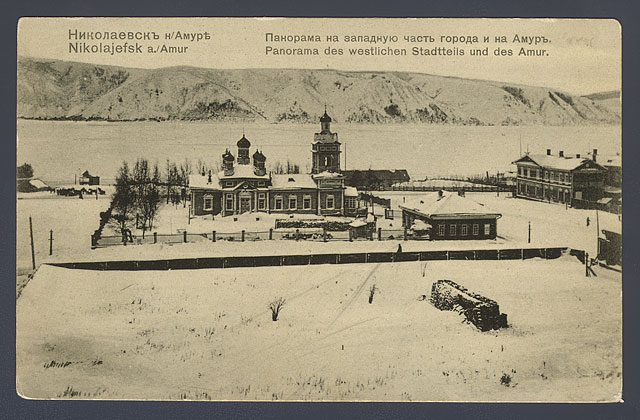
A város nyugati része, háttérben az Amur folyóval

Nyikolajevszk-na-Amure az Amur folyó bal partján fekvő kikötőváros volt, kb. 30 km-re az Amur torkolatától. A várost 1918. szeptember 8-án foglalta el a Japán Császári Hadsereg, Japán szibériai intervenciójának egyik hadmozdulataként – névleg az itt lakó japán nemzetiségűek biztonsága érdekében. 1920 elején a város teljes lakossága kb. 15000 fő volt, ebből körülbelül 450 fő japán nemzetiségű. A várost a császári hadsereg 14. hadosztályának 350 fős különítménye tartotta megszállva, illetve a fehérorosz hadsereg kb. 300 katonája is itt állomásozott.
A japán és a fehérorosz erők jóvoltából az élet a korábbi mederben folyt, de a bolsevik kormány a környékre küldte Jakov Trjapicint, hogy megszervezze a helyi partizánokat. Trjapicinről nem sok információ maradt fenn, de feltehetőleg 26-28 éves volt ebben az időben. 1919. novemberében 10 partizánnal kezdte menetelését Nyikolajevszk felé, de a helyi ellenállók és a fehérektől dezertáló katonák révén hamarosan 1500 főt irányított, akiket két ezredbe szervezett, megszervezte a logisztikai támogatást és 1920 elején Nyikolajevszk ellen vonult.

## A mészárlás

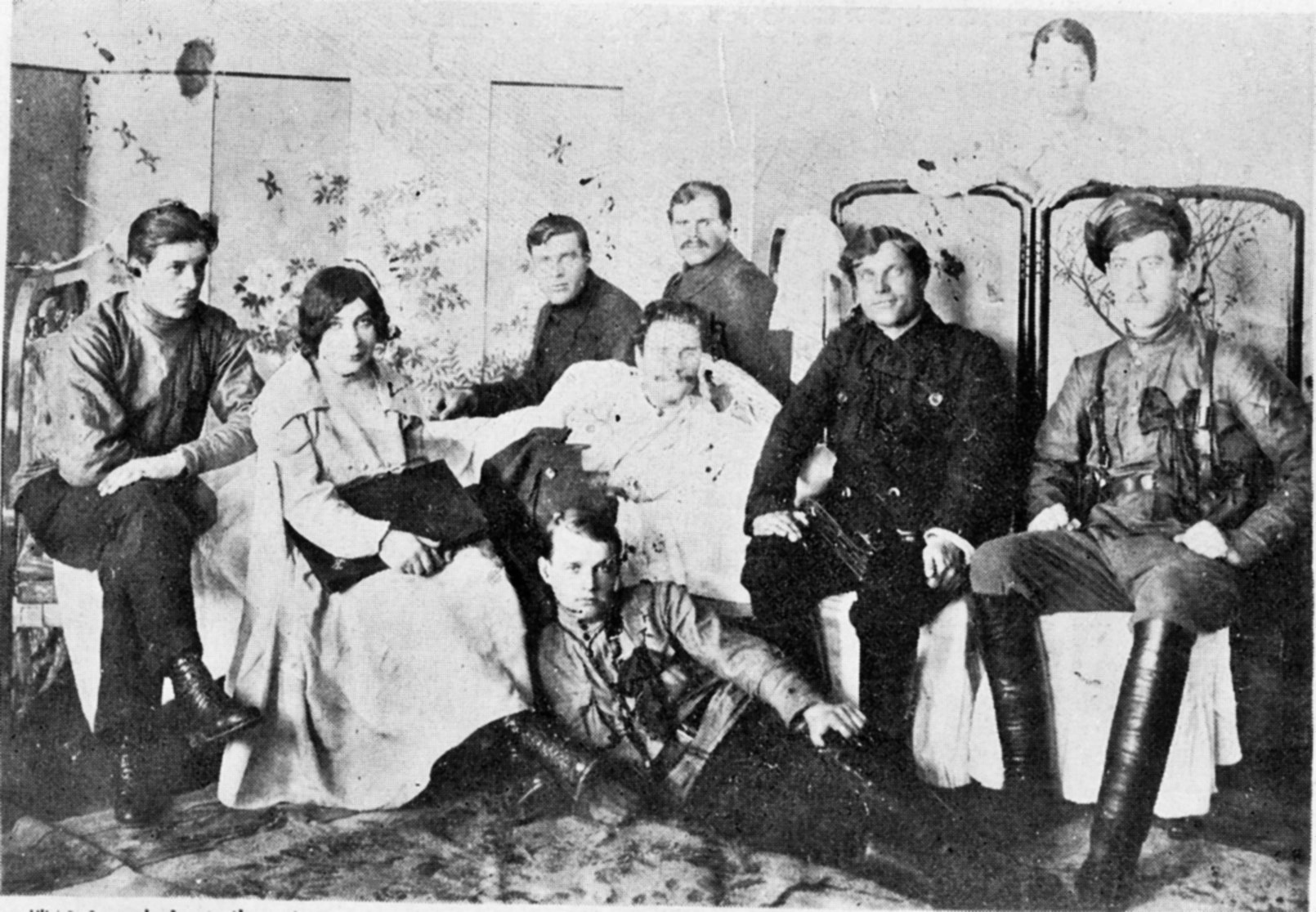
Jakov Trjapicin partizánvezér (fehérben, a kép közepén), jobbján felesége és helyettese, a propagandamunkáért felelős Nyina Lebegyeva.

1920. januárban a várost körbevette egy kb. 4000 fős partizán alakulat Trjapicin vezetésével. A két fél között tárgyalások indultak a város megadásáról, ami eléggé elhúzódott - egyik fél sem bízott a másikban. Végül a japán helyőrség parancsnoka utasítást kapott, hogy engedélyezze a bolsevik partizánok bevonulását, azzal a feltétellel, hogy a törvényes rendet nem bontják meg. A helyőrség parancsnoka 1920. február 24-én fegyverszünetet kötött Trjapicinnel, aki 1920. február 28-án bevonulhatott a városba. A város lakossága vörös zászlókkal és sebtében elkészített vörös kokárdákkal várta, de a partizánok azonnal elkezdték összefogdosni és kivégezni a helyi fehéroroszokat (katonákat és civileket egyaránt).
Trjapicin kezét egyedül a még a városban állomásozó japán katonák kötötték meg, akik követelték tőle, hogy tartsa be a fegyverszünet feltételeit, különös tekintettel a civilek életének és javainak védelmében. Trjapicin ezt visszautasította, és feltehetően elhatározta, hogy még a tavaszi olvadás előtt - mielőtt az Amur folyón a Japán Császári Haditengerészet erősítést tudott volna hozni - leszámol a helyőrséggel. Ezért 1920. március 10-én ultimátumot intézett a japánokhoz, amelyben a helyőrség megadását és leszerelését követelte, arra számítva, hogy a japánok ezt biztosan visszautasítják. Válaszul a japán katonák 1920. március 12-én hajnalban meglepetésszerű támadást indítottak a tízszeres túlerőben lévő partizánok ellen, de csúfos kudarcot vallottak. A partizánok március 15-én lerohanták a japán konzulátus épületét, de a még életben lévő katonák csak akkor adták meg magukat, amikor a szovjet és a japán parancsnokságok egyaránt a harcok beszüntetésére utasították őket.
A japánok eltávolításával Trjapicin szabad kezet kapott és nekilátott, hogy szisztematikusan kiirtsa azokat, akik veszélyt jelenthettek a partizánokra. Mivel szűkében voltak a lőszernek, az egyik kedvelt kivégzési módszerük volt, hogy bajonettel leszúrták az embereket és egy léken keresztül az Amur jege alá lökték őket. Több ezer helyi lakos lelte így halálát. A megtorlásra számító Trjapicin utasítást adott a város megerősítésére, és a civil lakosság evakuálására. A közelgő japán támadástól tartva május 25-én utasítást adott a még életben lévő japánok kivégzésére – összesen kb. 700 japán lelte halálát, 350-400 civil lakos, 300 katona. Nyikolajevszk elfoglalása után Trjapicint kinevezték az Ohotszki-tengeri front parancsnokává.

## Nyikolajevszk felégetése
A japánok lemészárlásának híre hamarosan elérte a Császári Hadsereget, illetve Japánt is, ahol hatalmas felháborodást keltett és azonnali megtorlást követeltek. A hadseregnek azonban meg volt kötve a keze, mivel a Vlagyivosztokban állomásozó amerikai csapatok nem engedélyeztek volna egy japán büntetőexpedíciót. Az amerikaiak azonban 1920. áprilisában kivonultak Vlagyivosztokból és helyüket azonnal átvették a japán csapatok.
Trjapicin is értesült erről a fejleményről és mivel biztos volt abban, hogy a japánok hamarosan ellene vonulnak, április 10-én elrendelte a város kiürítését, amit május 30-ra fejeztek be. Június 1-jén felgyújtotta a város, visszavonult az 500 kilométerre található Kerbibe, ahol kivégezte a maradék lakosságot, a partizánok családjának kivételével. A japán csapatok június 3-án érték el a város és azonnal Trjapicin üldözésére indultak – sikertelenül.

### Kínai katonák a partizánok között
Egyes források szerint a várost megszálló partizánok között számos kínai katona volt, illetve a kínai Chiang Hung hadihajó 3 géppuskát "adott kölcsön" a partizánoknak, amikor azok a város megtámadását tervezték.

## Következmények
A japán hadsereg visszafoglalta a város maradványait és a kivégzett japán nemzetiségű lakosok halála miatt kártérítést követelt a moszkvai bolsevik kormánynál. Azok megtagadták a kártérítés kifizetését, de elfogták és 1920. július 9-én kivégezték Trjapicint, mivel túllépte a bolsevik hatóságok által adott felhatalmazást (a helyi lakosság és a japánok kivégzése, hivatalosan „a kommunista rendszerbe vetett hit aláaknázása” miatt).
A japán kormányt a nyikolajevszki incidenst használta fel ürügyül, hogy 1920. április 4-én támadást indítson a helyi szovjetek és a Vörös Hadsereg egységei ellen és bevonuljon a Szahalin sziget északi részére. A megszállás egészen 1925-ig tartott, amikor Japán végül elismerte a bolsevik kormányt, és kivonult a Szahalin sziget északi részéről, de fontos bányászati jogokat szerzett cserébe és a sziget déli részér 1945-ig megszállva tartotta.